# Lou van den Dries

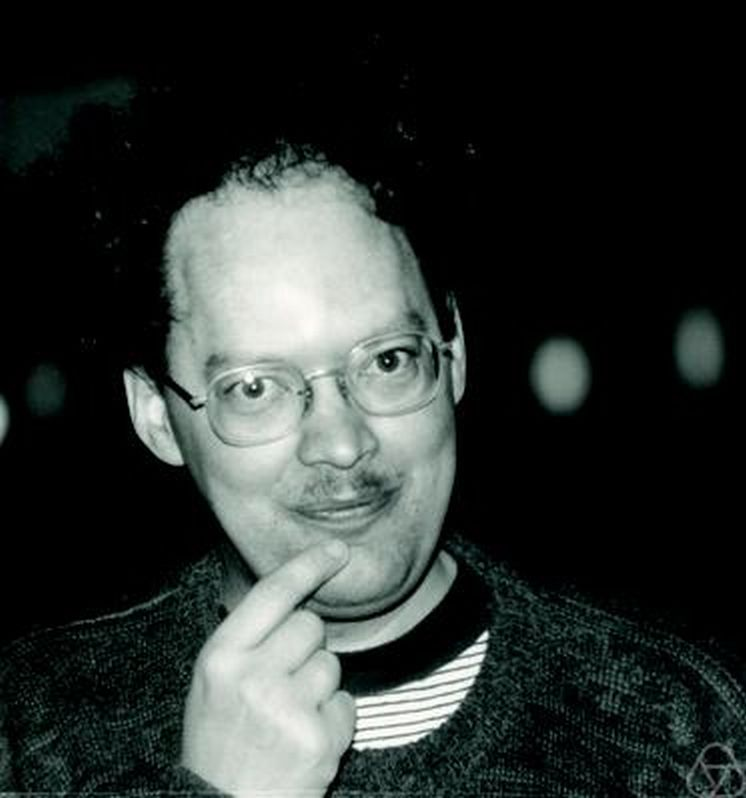
Lou van den Dries, 1988

Laurentius Petrus Dignus „Lou“ van den Dries (* 1951) ist ein niederländischer mathematischer Logiker.
Lou van den Dries wurde 1978 bei Dirk van Dalen an der Universität Utrecht promoviert (Model theory of fields). 1982/83 war er am Institute for Advanced Study. Er ist Professor an der University of Illinois at Urbana-Champaign.
Lou van den Dries wandte Methoden der Modelltheorie auf andere Bereiche der Mathematik an und schuf Anfang der 1990er Jahre den Begriff des O-minimalen Modells (O-Minimalität), der Eigenschaften reeller Zahlen verallgemeinert. Er leistete Beiträge zur Modelltheorie analytischer Funktionen und p-adischer Zahlen, Entscheidbarkeit bei algebraischen Zahlen und Logik bei endlichen Körpern.
1990 war er Invited Speaker auf dem Internationalen Mathematikerkongress in Kyoto (The logic of local fields). Er wurde als Tarski Lecturer 2017 ausgewählt. Er war eingeladener Sprecher auf dem ICM 2018 (mit Matthias Aschenbrenner, Joris van der Hoeven: On numbers, germs, and transseries). 2018 erhielt van den Dries den Karp-Preis.
Er ist Herausgeber des Illinois Journal of Mathematics und des Journal of Symbolic Logic.
Zu seinen Doktoranden gehört Matthias Aschenbrenner.

## Schriften
- Tame topology and o-minimal structures, London Mathematical Society Lecture Notes 248, Cambridge University Press 1998
- Herausgeber mit H. Dugald Macpherson: Model theory in algebra, analysis and arithmetic : Cetraro, Italy 2012, Lecture notes in mathematics 2111, Springer 2014